# فرودگاه برندن
فرودگاه برندن (به انگلیسی: Brandon Airport) (به زبان بومی: McGill Field) یک فرودگاه همگانی با کد یاتا YBR است که یک باند فرود ۱٬۹۸۴ دارد و طول باند آن ۶۵۱۰ متر است. این فرودگاه در کشور کانادا قرار دارد و در ارتفاع ۴۰۹ متری از سطح دریا واقع شده‌است.

## شرکت‌های هواپیمایی و مقصدهای پروازی

### مسافری
| شرکت‌های هواپیمایی | مقصدهای پروازی |
| ----------------- | -------------- |
| WestJet Encore    | کالگری         |